# Oliver Samwer
 (novembre 2021).
L'article doit être relu — et modifié si nécessaire — par des contributeurs indépendants pour apporter un regard critique aux contributions effectuées en violation des conditions d'utilisation de Wikipédia, tant sur la forme (notamment concernant le style encyclopédique, la proportionnalité) que sur le fond (la neutralité de point de vue, la qualité et l'indépendance des sources).
Oliver Samwer est un des trois fondateurs de Rocket Internet aux côtés de ses frères Marc Samwer et Alexander Samwer,.

## Biographie
Né en 1972, il grandit à Cologne avec ses frères. Son père est un avocat réputé.
En 2007, les trois frères donnent naissance à Rocket Internet, qui détient des participations dans un grand nombre de start-ups issues d’internet et développées à l’international, comme eDarling, Glossybox, HelloFresh, Helpling, Home24, SpaceWays, Westwing ou Wimdu. Depuis le 2 octobre 2014, Rocket Internet est coté à la Bourse de Francfort,,.
En 2013, Oliver, Marc et Alexander annoncent la création du fonds amené à gérer leurs fortunes personnelles : Global Founders Capital. C'est notamment via ce fonds qu'Oliver Samwer investit, aux côtés de Xavier Niel, Jean-David Blanc et Thibaud Elzière dans la start-up française WeMoms, premier réseau social dédié aux mamans,.